# Rézafungine

Représentation schématique de la structure de la rézafungine.

La rézafungine est un médicament de la classe des échinocandines, utilisé comme antifongique.

## Pharmacologie
La demi-vie est longue permettant une prise hebdomadaire.

## Spectre
Elle est active sur le Candida et l'aspergillus.

## Efficacité
Il est au moins aussi efficace que la caspofungine, donnée une fois par jour, dans les candidoses invasives.